# Super Mario 3D Land
|  | No s'ha de confondre amb Super Mario 3D World o Super Mario Land. |

Super Mario 3D Land (スーパーマリオ3Dランド, Sūpā Mario Surī Dī Rando), és un joc de la sèrie Super Mario per a la Nintendo 3DS, desenvolupat per Nintendo EAD i Brownie Brown.
Va ser anunciat per primera vegada en la conferència de la GDC 2011 el 2 de març de 2011 que va tenir lloc en San Francisco (Califòrnia), on es presentà quatre captures i el primer logotip del joc. Va tornar a tenir aparició a l'E3 2011 i per última vegada a la Nintendo 3DS Conference 2011 com a conferència pròpia de Nintendo.
El joc va ser llançat amb l'aclamació de la crítica i els crítics elogiant la quantitat de jocs de creativitat i disseny tècnic presentats dins del joc, encara que la utilització del 3D en la manera de joc es va trobar amb una recepció més polaritzant. Alguns crítics van descriure l'ús de 3D com un truc. Altres crítics, però, han elogiat l'ús del joc de 3D. El joc va ser un èxit comercial, i ha venut 5.840.000 còpies a tot el món el 31 de març de 2012, convertint-se en l'actual joc més venut per a la 3DS i també el primer joc de 3DS a vendre més de 5 milions de còpies.
El joc va sortir a la venda al Novembre 2011 (el 3 de novembre al Japó, el 13 de novembre als Estats Units i al Brasil, el 18 de novembre a Europa i el 24 de novembre a Austràlia). A Corea del Sud va sortir el 28 d'abril de l'any 2012 i a la Xina l'11 de novembre del mateix any. També va arribar als EUA el 24 de novembre un pack on hi ha la consola vermella i el joc. A part de la vermella, també està disponible des del 2 de desembre la consola blanca amb el joc també inclòs.
L'11 de juny de 2013 es va anunciar la seva seqüela: Super Mario 3D World, per a la Wii U.

## Jugabilitat

Luigi al nivell 1-1 de Super Mario 3D Land

Super Mario 3D Land combina la jugabilitat dels jocs de Mario en 3D, que inclou alguns dels moviments de Mario, com el salt contra la paret i el Ground Pound (aixafada), amb alguns dels elements més tradicionals dels jocs de Mario en 2D. El joc utilitza un sistema semblant als títols en 2D, en el que Mario perd vestits o redueix la seva mida si xoca amb un enemic. Junt amb altres elements tradicionals, com el Super Xampinyó, Flor de Foc o l'Estrella, el joc també compta amb la fulla de Super Mario Bros. 3, que permet a Mario realitzar un atac amb la cua i frenar la seva caiguda.
També hi ha una evolució de la disfressa Tanooki, el de l'Estàtua Mario amb el que Mario es converteix en estàtua i es veu ignorat pels enemics, i es diferencia del mocador vermell en el coll. Apareix únicament a l'Special World.
Altres noves característiques inclouen blocs quadrats que permeten a Mario teleportar-se a diferents parts de nivell o a les sales de bonus. Els nivells es finalitzen amb una bandera semblant a la de Super Mario Bros. i New Super Mario Bros., on el jugador permet guanyar una vida extra si cau al cim de la bandera. Hi ha diferents estrelles amagades dins de cada nivell, semblants a les Monedes-Estel de Super Mario Galaxy, que el seu objectiu és el de desbloquejar nous nivells.
També es va incloure el vestit Boomerang, en el que es pot tirar boomerangs. També es pot entrar als blocs ? per convertir-te en Propeller Mario, i al fer això es pot agafar monedes i també volar. Luigi també és un personatge jugable, però només es pot controlar quan se finalitzi el castell de l'Special World 1. I com en New Super Mario Bros. Wii, torna la caixa helicòpter, que et permet volar durant uns segons i controlar la caiguda.
A l'Special World es pot veure el Poison Mushroom de Super Mario Bros.: The Lost Levels, del qual té la mateixa funció que en jocs anteriors.

## Argument
Durant una gran tempesta, l'arbre de les Super Fulles, als afores del Castell de la Princesa Peach, les fulles de l'arbre se'n van volant. Al final, aquestes se les ha quedat en Bowser, fent que els seus minions i ell tinguin nous poders. Espantats per aquesta situació, quan Mario i els Toads van a veure l'arbre l'endemà, descobreixen una fotografia d'en Bowser, on hi diu que ha segrestat la Princesa. En Mario inicia el seu viatge a localitzar i rescatar la Princesa, observant els passos de les intencions d'en Bowser utilitzant les Super Fulles.
Després de rescatar-la, els Toads i en Mario tornen al Regne Xampinyó amb Vestits Tanooki amb la Princesa. Les accions d'en Mario ha retornat la normalitat a l'arbre de les Super Fulles. Tot i així, una altra imatge reben on apareix en Luigi en una espècie de presó amb un Koopa Troopa i Peppa, el que vol dir que ara en Mario haurà de fer un altre viatge pels mons Specials.
Després de rescatar-lo (rescatat després de completar un cert nivell) els dos germans continuen el seu recorregut pels Special Worlds. Després de completar el castell de l'últim dels mons, una nova fotografia apareix. Els tres Toads que van ajudar anteriorment a en Mario en la investigació de la primera carta veuen en aquesta fotografia que en Bowser ha tornat a segrestar la Princesa Peach de nou, iniciant així la recerca d'en Mario un cop més. Després de rescatar-la per segona vegada, una altra fotografia apareix amb la princesa en transformació de Tanooki.

## Rellançament físic
Super Mario 3D Land va rebre a finals d'abril de 2014 un rellançament nord-americà que afegia vores vermelles a la caràtula. Nintendo va explicar en un moment que els videojocs amb vores de colors que no siguin blanques representen ser jocs molt famosos. També s'han rellançat Mario Kart 7 i New Super Mario Bros. 2 amb el mateix propòsit i canvis.

## Contingut descarregable
En el Nintendo Direct de l'1 d'octubre de 2013, s'hi va anunciar que, coincidint amb el Dia de StreetPass britànic, es faran disponibles a finals d'octubre una col·lecció de contingut descarregable per a Super Mario 3D Land i Mario Kart 7 mitjançant el servei online Nintendo Zone.
Des de 22 de novembre al 25 de desembre de 2013 usuaris d'Amèrica del Nord de 3DS que van anar a una Nintendo Zone podria rebre una caixa misteriosa exclusiva del senyor Koichi Hayashida, el productor de Super Mario 3D Land.

## Desenvolupament

Les quatre captures que es van mostrar a la Game Developers Conference 2011

Super Mario 3D Land va estar mencionat en una edició d'"Iwata Pregunta" amb una entrevista amb Shigeru Miyamoto a l'Octubre 2011, on va confirmar que un nou Super Mario Bros. s'estava desenvolupant per a la 3DS. En novembre de 2010, Shigeru Miyamoto va anunciar que s'estaven desenvolupant jocs de Mario en 2D i 3D per a la que encara estava per arribar Nintendo 3DS. De moment va descriure que el joc seria "completament original" que els Super Mario Galaxy i el Super Mario 64 i que el joc utilitzaria les funcions de giroscopi de 3DS. El joc va estar desenvolupat per Nintendo EAD Tokyo, on van desenvolupar anteriorment Super Mario Galaxy i la seva seqüela.
Satoru Iwata va assenyalar que en el primer logotip hi havia una cua de Tanooki. Miyamoto després va dir que "és exactament el que penseu que és" (Super Mario Bros. 3 en 3D).
La primera vegada on es va anunciar el joc va ser a la GDC 2011 el 2 de març de 2011, amb només quatre imatges i el primer logotip. A l'E3 2011 es va revelar que el joc es llançaria abans del març de 2012. El desenvolupament es va veure afectat fortament pel terratrèmol i tsunami de Tohoku que es va produir l'11 de març de 2011. El desastre va causar que el transport públic tanqués, i la prevenció de Nintendo va ser que el personal fos incapaç d'anar a la feina, i l'oficina de Tòquio va romandre tancada durant aproximadament una setmana. Hayashida va ser inspirat pel desastre per encoratjar el seu equip a comunicar més, la creació de l'oficina de tal manera que els membres del personal podria fàcilment veure i discutir el treball de l'altre. L'equip també va començar a sostenir reunions de grup per jugar a provar els nivells de la terra 3D. Hayashida més tard va esmentar que l'equip va expressar la seva esperança que el joc s'inspira alegria, tot i la tragèdia.
L'1 de novembre de 2012 sortirà al Japó una versió descarregable del joc a l'eShop, igual que New Super Mario Bros. 2. A Europa va sortir el 4 d'octubre i als EUA el 18 del mateix mes i any.

### Llançament
Després del GDC del 2011, Nintendo va pensar a llançar Super Mario 3D Land a principis de 2012. Al Juny 2011, mentre se celebrava l'E3 2011, van anunciar que el joc sortiria a finals de 2011, i finalment, a l'Agost 2011, es va confirmar la data dels Estats Units d'Amèrica.
A la Nintendo 3DS Conference es van revelar detalls sobre cada joc que estava a punt de sortir per a la 3DS, com les dates de llançament del joc.

### Logotips beta
El primer logotip beta el joc es va mostrar a la GDC 2011, amb el nom de Super Mario. Després a l'E3 2011 es va tornar a mostrar el mateix logotip amb el nom de Super Mario però una mica més renovat. L'agost del 2011, es va mostrar el logotip final, i a la Nintendo 3DS Conference 2011 es va mostrar la caràtula amb el logotip final.

Primer logotip que va ser visible a la GDC 2011
Segon logotip que va ser visible a l'E3 2011
Tercer logotip que va ser visible a la Nintendo 3DS Conference 2011

## Recepció

### Crítica
Super Mario 3D Land ha rebut puntuacions universals bones, amb una qualificació mitjana de 90 de 100 de Metacritic basada en 55 revisions. Després del llançament del joc al Japó, la revista Famitsu va fer una puntuació del 38/40 punts amb el disseny dels nivells i l'accesibilitat dels principiants a utilitzar el 3D.
IGN classifica el joc amb una puntuació de 9.5, i un premi de l'Elecció de l'Editor, que va qualificar com "brillant i addictiu". GamesRadar fa una puntuació de 9/10, lloant la riquesa dels seus continguts, tot i criticar la inclusió d'un botó d'execució i la dificultat fàcil.
Game Informer classifica 3D Land a 9.5/10, dient "que està a l'altura del nivell de qualitat establerts per les entrades anteriors i és la millor raó per tenir una 3DS" i complementar tant l'ús d'un botó d'execució i els efectes 3D alhora que criticava la "falta de varietat de batalles".
ScrewAttack puntua el joc com a 9/10 en la segona oportunitat, però originalment li anava a donar un 7/10 per la seva poca dificultat.

### Premis i nominacions
El joc va guanyar el premi a "Millor joc portàtil" del Spike Video Game Awards 2011. Va estar atorgat com el millor joc de Nintendo 3DS de l'any 2011 per Game Trailers. Super Mario 3D Land va estar votat en el joc 3DS de l'any 2011 per Nintendo Life.

### Vendes
El joc ha venut 343.000 còpies en la primera setmana que va sortir al Japó, ajudant a vendre 145.000 unitats de Nintendo 3DS.
Super Mario 3D Land va vendre 2.1 milions de còpies als EUA des del seu llançament fins al 12 de juliol de 2012. Al Japó, va vendre 1.66 milions fins a l'1 d'agost de 2012. En total, des del seu llançament fins al 31 de març de 2012 va vendre 5.84 milions de còpies en tot el món, i s'ha convertit en el joc més venut de Nintendo 3DS.
Fins al setembre de 2013, el videojoc va vendre entre 265.000 i 2.860.000 unitats als Estats Units, continuant liderant la llista de videojocs més venuts de 3DS.
Va ser el tretzè videojoc més venut en la setmana del 29 d'abril al 6 de maig de 2014 en les descàrregues a la Nintendo eShop de 3DS.
Fins al 30 de juny de 2015 va vendre 10,10 M a tot el món, convertint-se en el quart joc més venut per a 3DS a nivell mundial.

### Màrqueting
El 12 de novembre de 2011, per celebrar el llançament de Super Mario 3D Land a Amèrica del Nord, Nintendo va crear un esdeveniment a l'illa militar de Times Square, en què els assistents podran jugar a la vida real maqueta de l'entorn del joc, com així com l'oportunitat de jugar el joc un dia abans del llançament oficial. A més, molts dels assistents també se'ls va donar oïdes lliures Tanooki i cues, així com els segments lliures de la pizza de xampinyons d'un "Mushroom Kingdom" camió de pizza als primers 1.000 assistents que va tuitejar el hashtag "#SuperMario3D" i una venda anticipada exclusiva de la joc al Times Square de Toys "R" Us.
Només per a Europa, qui registri una consola de la família 3DS i un dels 15 videojocs triats entre el 27 de novembre de 2013 i el 13 de gener de 2014, podrà aconseguir un promo de benvinguda per a descarregar Super Mario 3D Land, sempre estant registrat al Club Nintendo. Entre la llista dels 15 jocs, hi ha Mario & Luigi: Dream Team Bros., Luigi's Mansion 2, New Super Mario Bros. 2 i Mario Kart 7.
Nintendo of America ha anunciat que reduirà el preu de cinc títols de Nintendo 3DS a partir del 22 d'abril de 2014, tant en versions física com digital. Els jocs que tindran el seu valor reduït a 29,99 $ són: Mario Kart 7 (2011), Super Mario 3D Land (2011), New Super Mario Bros. 2 (2012), Animal Crossing: New Leaf (2013) i Donkey Kong Country Returns 3D (2013). Segons Nintendo, aquests cinc jocs han venut més de nou milions de còpies als Estats Units, en la combinació de vendes físiques i digitals. A més, els títols anteriors de Mario representen els tres més venuts jocs de 3DS a la regió -cadascun ha venut més de 2,15 milions d'unitats, sumant les vendes físiques i digitals.
El joc va ser un dels que podien bescanviar els usuaris del Club Nintendo nord-americà del 2 de febrer de 2015 fins que s'acabà el servei el 30 de juny de 2015. Costà 600 monedes.
Al Japó van sortir deu càpsules "gashapons" que contenen miniatures de la línia Super Mario 3D Land que inclouen representacions dels enemics Goomba Sign, Biddybuds, Stingby, Tanooki Boo i Tanooki Bullet Bill, i ítems com Star Coin i P-Wing.
Durant el Divendres Negre del 2015 van estar disponibles paquets de 3DS XL amb el joc en colors vermell, blau i negre a Amèrica del Nord.

## Controvèrsia

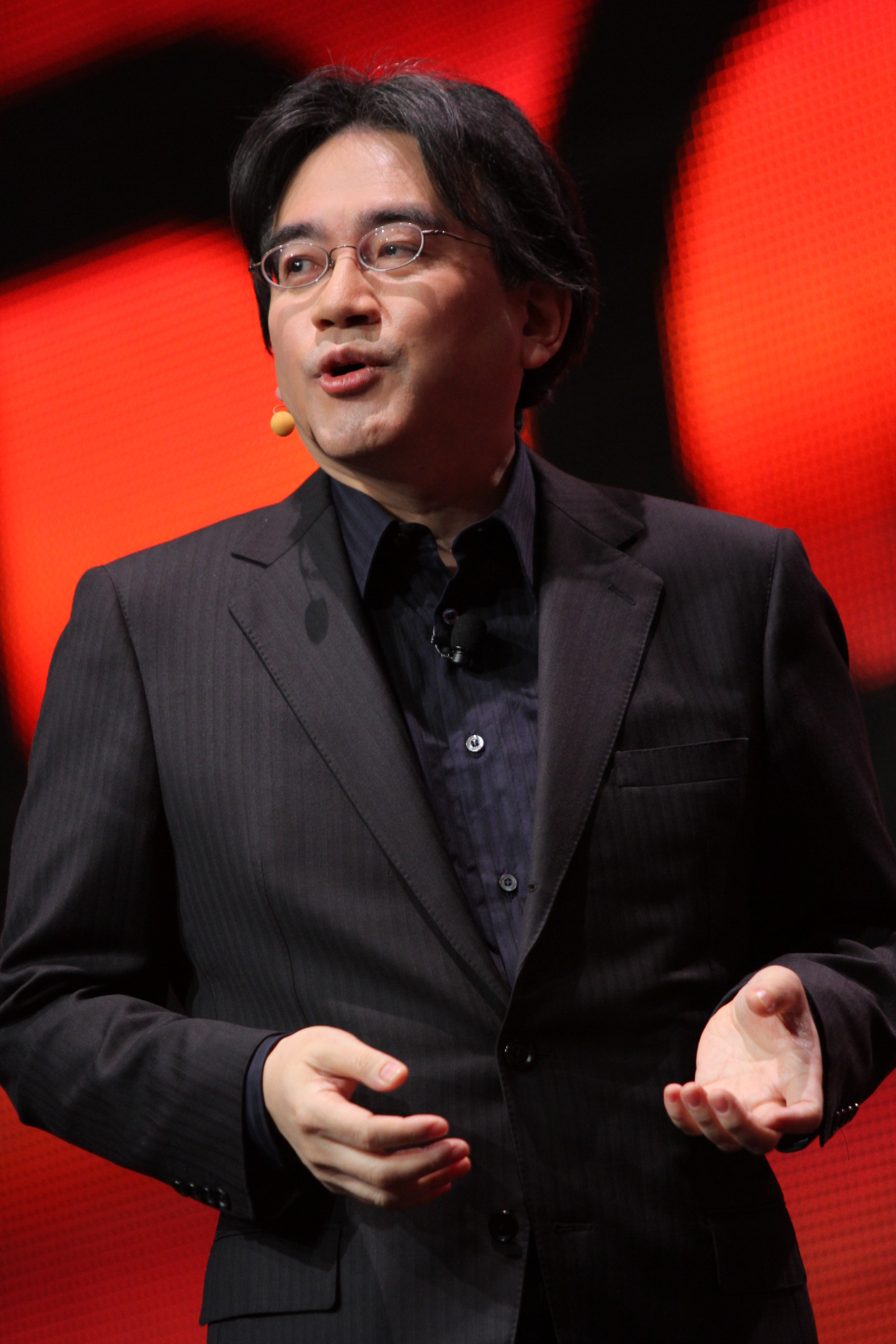
Satoru Iwata en el moment d'anunci de Super Mario 3D Land a la Game Developers Conference 2011.

### Mario Kills Tanooki
Poc després del llançament del videojoc als Estats Units, l'organització en defensa dels drets dels animals PETA va demostrar el seu rebuig a la transformació de Tanooki (l'os rentador japonès) en el videojoc creant una pàgina web anomenada Mario Kills Tanooki (en Mario mata el Tanooki).
En la pàgina s'hi podia jugar en un joc flash anomenat "Super Tanooki Skin 2D", semblant a un videojoc clàssic de Mario, on un os rentador enfurismat sense pell havia d'atrapar a en Mario volant amb la seva pell i esquivant els obstacles (en un nivell auto-scroll) i recollint monedes plenes de sang. Quan el jugador atrapa en Mario, apareix un missatge dient: "The skin belongs to an animal!" ("Aquesta pell forma part d'un animal!"). Més de 250.000 persones van jugar aquest joc en les primeres 36 hores d'haver-se pujat, provocant publicitat per a Super Mario 3D Land.

Això va donar lloc a un atac fort contra Nintendo, que va llençar una declaració sobre el tema, dient: 
| « | En Mario sovint agafa l'aparença de certs animals i objectes en els seus jocs, incloent una granota, un pingüí, un globus o fins i tot una versió metàl·lica de si mateix. Aquestes transformacions alegres i capritxoses donen a en Mario diferents habilitats i fan els seus jocs divertits. Així, no s'han de donar declaracions més enllà del que és el videojoc. | » |

Més tard, un portaveu de PETA va afirmar que les acusacions eren "una broma" i "una forma divertida de cridar l'atenció sobre un problema greu, que els ossos rentadors són espellats vius per la seva pell." Tot i així el lloc web continua actiu a data de 26 de maig de 2013.